# 260-talet f.Kr.

## Händelser
- 265 f.Kr. - Timocharis blir den förste kände astronomen som dokumenterar planeten Merkurius.
- 264-241 f.Kr. - Första puniska kriget utkämpas.

## Födda
- 269 f.Kr. – Attalos I av Pergamon, kung av Pergamon.
- 265 f.Kr. – Agis IV, kung av Sparta.

## Avlidna
- 264 f.Kr. – Zenon från Kition, stoicismens grundare.
- 2 juni 261 f.Kr. – Antiochos I, kung av Seleukidiska riket.